# Rejon złoczowski
Rejon złoczowski (ukr. Золочівський район) – jednostka administracyjna Ukrainy, w składzie obwodu lwowskiego. Głównym miastem jest Złoczów.
Rejon został utworzony 17 lipca 2020 w związku z reformą podziału administracyjnego Ukrainy na rejony.

## Podział administracyjny rejonu
Rejon złoczowski od 2020 roku dzieli się na terytorialne hromady:

- Hromada Brody
- Hromada Busk
- Hromada Zabłotce
- Hromada Złoczów
- Hromada Krasne
- Hromada Podkamień
- Hromada Pomorzany